# Erica strigosa
Erica strigosa är en ljungväxtart som beskrevs av Soland. Erica strigosa ingår i släktet klockljungssläktet, och familjen ljungväxter. Inga underarter finns listade i Catalogue of Life.